# 서당 (신라)
서당(誓幢)은 신라의 군단 조직이다. 진평왕(眞平王) 5년(583년) 처음 조직되었으며 35년(613년)에 녹금서당(綠衿誓幢)으로 개칭되었다. 기존의 중앙군 조직인 육정(六停)과는 달리 귀족 출신의 무장이 개인적으로 군대를 모집한 소모병(召募兵)적 성격을 띠었다. 신라의 삼국통일 직후 신문왕(神文王) 때 대폭 증가되어 9서당(九誓幢)으로 완성되었다.

## 같이 보기
- 9서당

## 참고 문헌
- 한국인물사연구원 편저 《필수역사용어해설사전》 도서출판 타오름, 2014년